# Ouratea gonzalezii
Ouratea gonzalezii är en tvåhjärtbladig växtart som beskrevs av C. Sastre. Ouratea gonzalezii ingår i släktet Ouratea och familjen Ochnaceae. Inga underarter finns listade i Catalogue of Life.